# Randers-Aalborg Jernbane
Randers-Aalborg Jernbane er en dansk jernbanestrækning mellem Randers og Aalborg over Hobro. Den blev indviet den 18. september 1869 og er en del af Den østjyske længdebane.

## Historie
Strækningen er den sidste del af en aftale imellem den danske stat og det britiske konsortium Peto, Brassey & Betts fra den 18. december 1860 og har hjemmel i Jernbaneloven af 10. marts 1861, hvor en række jernbanestrækninger i Jylland og på Fyn skulle bygges af konsortiet på vegne af staten.
Forarbejdet til den 81 km lange strækning mellem Randers og Aalborg begyndte i oktober 1865. Den ledende ingeniør var Frederick James Rowan. Det var den danske stat der betalte arbejdet og da strækningen stod færdig var der brugt 19,4 millioner rigsdaler.
Den 18. september 1869 blev strækningen indviet og indvielsestoget bestod af ikke mindre end 17 vogne og 236 indbudte gæster, heriblandt kong Christian 9.. Dagen efter indledtes den daglige drift med tre tog i hver retning om dagen.
Den 20. marts 1918 blev det besluttet at udvide banen til dobbeltspor, men først i 1940 gik arbejdet i gang og det sidste stykke dobbeltspor mellem Støvring og Ellidshøj åbnede 6. maj 1953. 
Elektrificering af strækningen er planlagt til ultimo 2026.

## Stationer
Strækningen har/har haft følgende stationer:
- Randers Station (Rd), strækningen forsætter fra Aarhus-Langå-Randers Jernbane og havde forbindelse til Ryomgård og Randers-Hadsund Jernbane.
- Svejstrup trinbræt (Svt), nedlagt
- Bjerregrav Station (Bv), nedlagt
- Kovsted trinbræt (Kot), nedlagt
- Fårup Station (Fp), nedlagt, men er stadig teknisk station, forbindelse til Mariager-Handest Veteranjernbane som var en del af Mariager-Faarup-Viborg Jernbane
- Sønder Onsild Station (On)
- Øls Trinbræt (Øls), nedlagt
- Hobro Station (Hb), forbindelse til Himmerlandsbanen til Aalestrup og Løgstør.
- Doense Station (Do) , nedlagt
- Hvarre Trinbræt (Hvt), nedlagt
- Arden Station (Ad)
- Mosskov Trinbræt (Mk), nedlagt
- Skørping Station (Sø), udgangspunkt for Aalborg Nærbane.
- Støvring Station (Sr), lukket i 1974, genåbnet i 2003.
- Annerup Trinbræt (Apt), nedlagt.
- Ellidshøj Station (Eh), nedlagt for betjening, men er stadig bemandet en del af døgnet.
- Svenstrup Station (So), udgangspunkt for banen til Aars-Hvalpsund, lukket i 1972, genåbnet i 2003.
- Skalborg Station (Og), lukket i 1972, genåbnet i 2003 på ny placering.
- Aalborg Station (Ab), udgangspunkt for Aalborg Privatbaners tog til Hadsund, Hvalpsund, Frederikshavn og Fjerritslev, samt via Jernbanebroen over Limfjorden til Vendsysselbanen.

## Trafikken
Persontrafikken betjenes udelukkende af DSB.